# Ranunculus podocarpus
Ranunculus podocarpus är en ranunkelväxtart som beskrevs av Wen Tsai Wang. Ranunculus podocarpus ingår i släktet ranunkler, och familjen ranunkelväxter. Inga underarter finns listade i Catalogue of Life.